# رابیولا
رابیولا (انگلیسی: Rabiola؛ زادهٔ ۲۵ ژوئیهٔ ۱۹۸۹) بازیکن فوتبال اهل پرتغال است.
از باشگاه‌هایی که در آن بازی کرده‌است می‌توان به باشگاه ورزشی آوش، باشگاه فوتبال آکادمیکا، باشگاه فوتبال براگا بی، باشگاه ورزشی براگا، باشگاه فوتبال پنافیل، باشگاه فوتبال پورتو، باشگاه فوتبال فیرنسی، باشگاه فوتبال ویتوریا گیماریش، باشگاه ورزشی اولیاننسه، و باشگاه فوتبال پیاست گلیویتسه اشاره کرد.
وی همچنین در تیم‌های ملی فوتبال زیر ۱۸ سال پرتغال، زیر ۱۹ سال پرتغال، و زیر ۲۱ سال پرتغال بازی کرده‌است.